# Acalypha
Acalypha L. és un gènere de plantes dins la família euforbiàcia. Conté unes 500 espècies que són herbàcies, arbusts i arbrets.
Acalypha hispida escultiva com planta ornamental per les seves flors. Acalypha bipartita és comestible a l'Àfrica.

## Distribució
La majoria de les espècies són de distribució tropical o subtropical. Amèrica té els dos terços de les espècies.

## Etimologia
Acalypha: deriva del grec akalephes = ("ortiga"), fent referència a les seves fulles.

## Espècies seleccionades
| - Acalypha adenostachya - Acalypha alopecuroides - Acalypha amentacea - Acalypha andina - Acalypha aristata - Acalypha australis - Acalypha bipartita - Acalypha guatemalensis - Acalypha hispida - Acalypha hontauyuensis - Acalypha indica - Acalypha monococca - Acalypha ostryifolia - Acalypha pendula - Acalypha phleoides - Acalypha portoricensis - Acalypha radians | - Acalypha raivavensis - Acalypha repens - Acalypha reptans - Acalypha rhomboidea - Acalypha rubrinervis - Acalypha schimpffii - Acalypha siamensis - Acalypha skutchii - Acalypha sonderiana - Acalypha suirenbiensis - Acalypha tunguraguae - Acalypha umbrosa - Acalypha virginica - Acalypha wilkesiana |